# Trichaptum biforme
Trichaptum biforme là một loài nấm thuộc họ Polyporaceae. Đây là một sinh vật gây bệnh cho cây.

## Hình ảnh

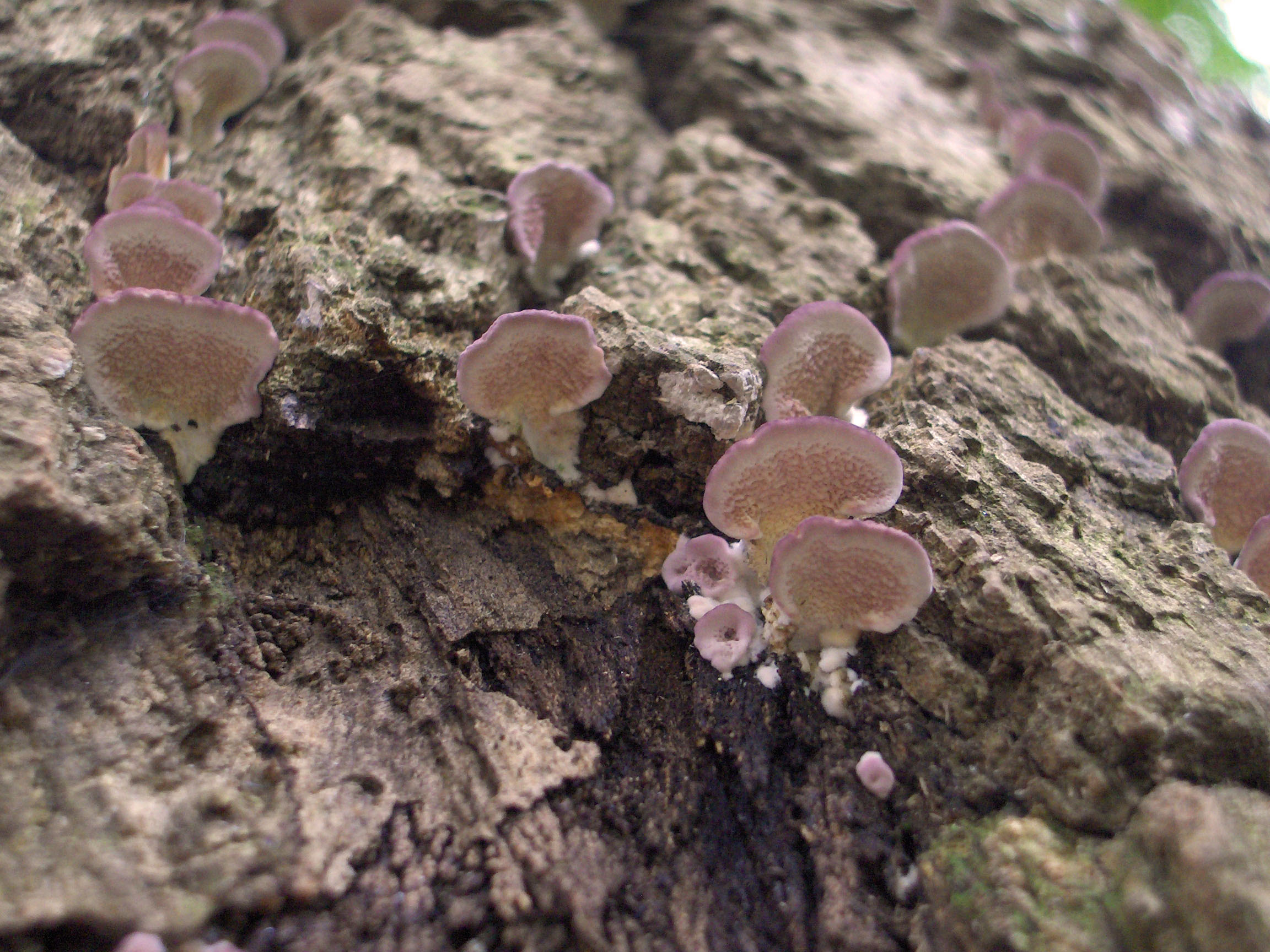
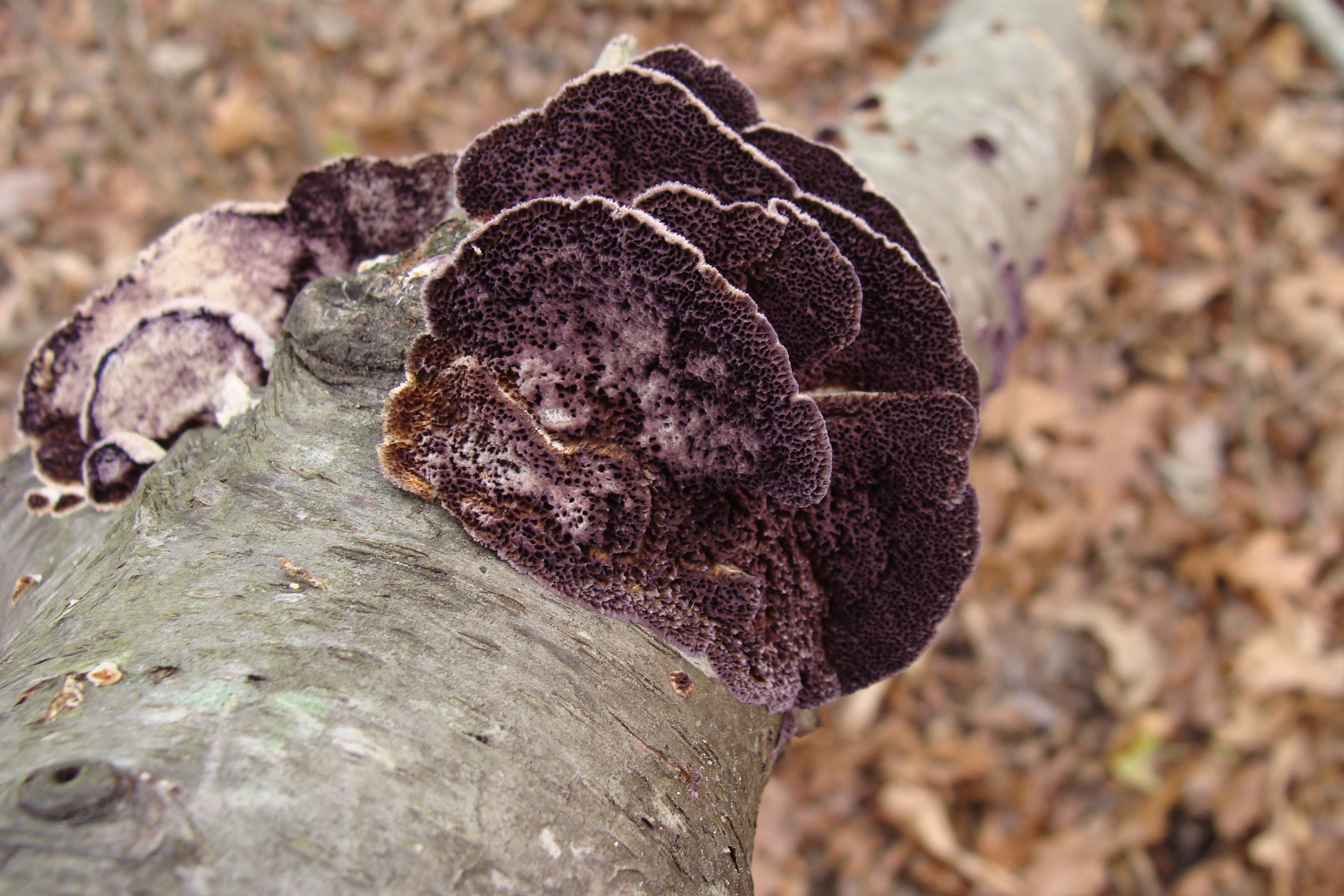
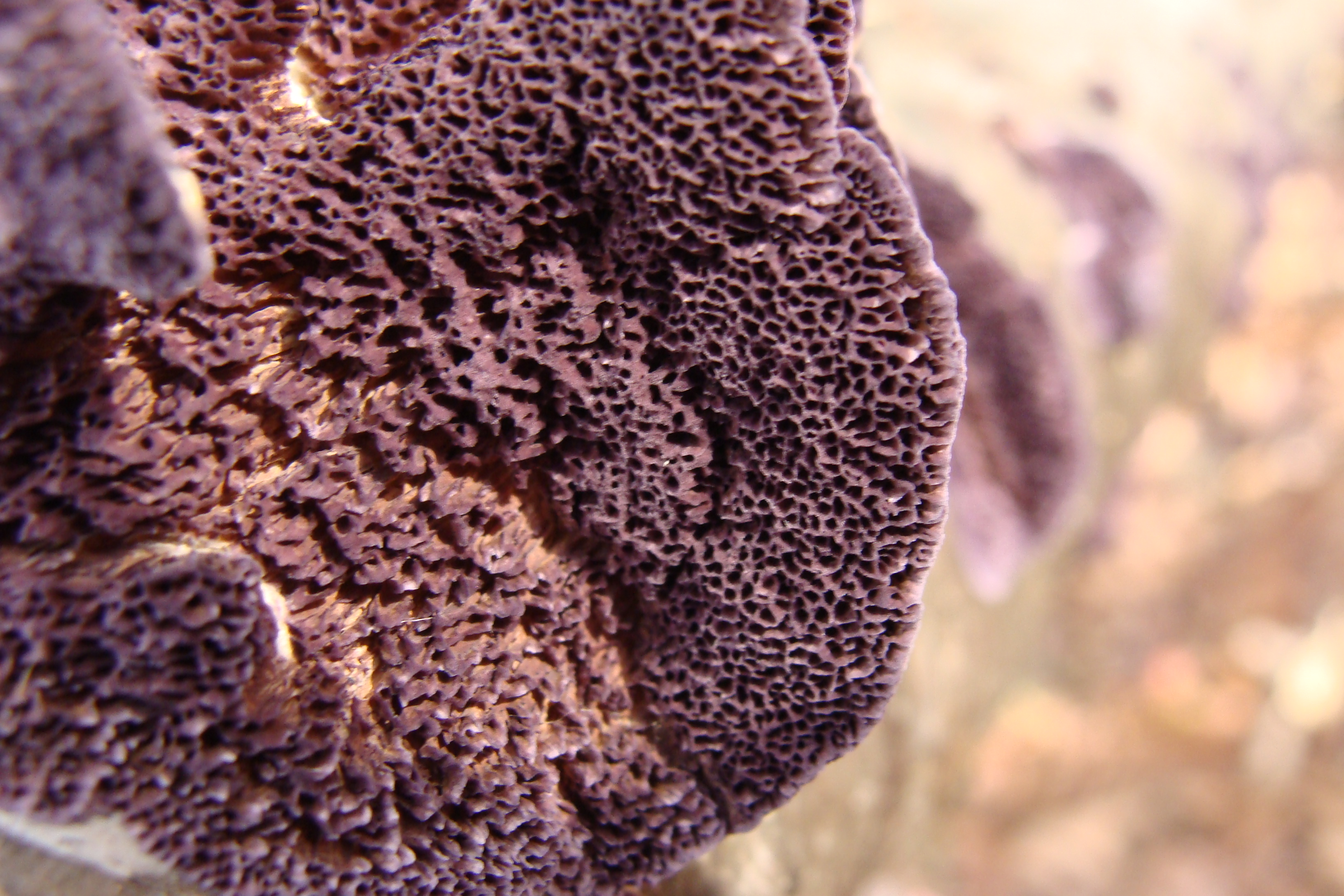
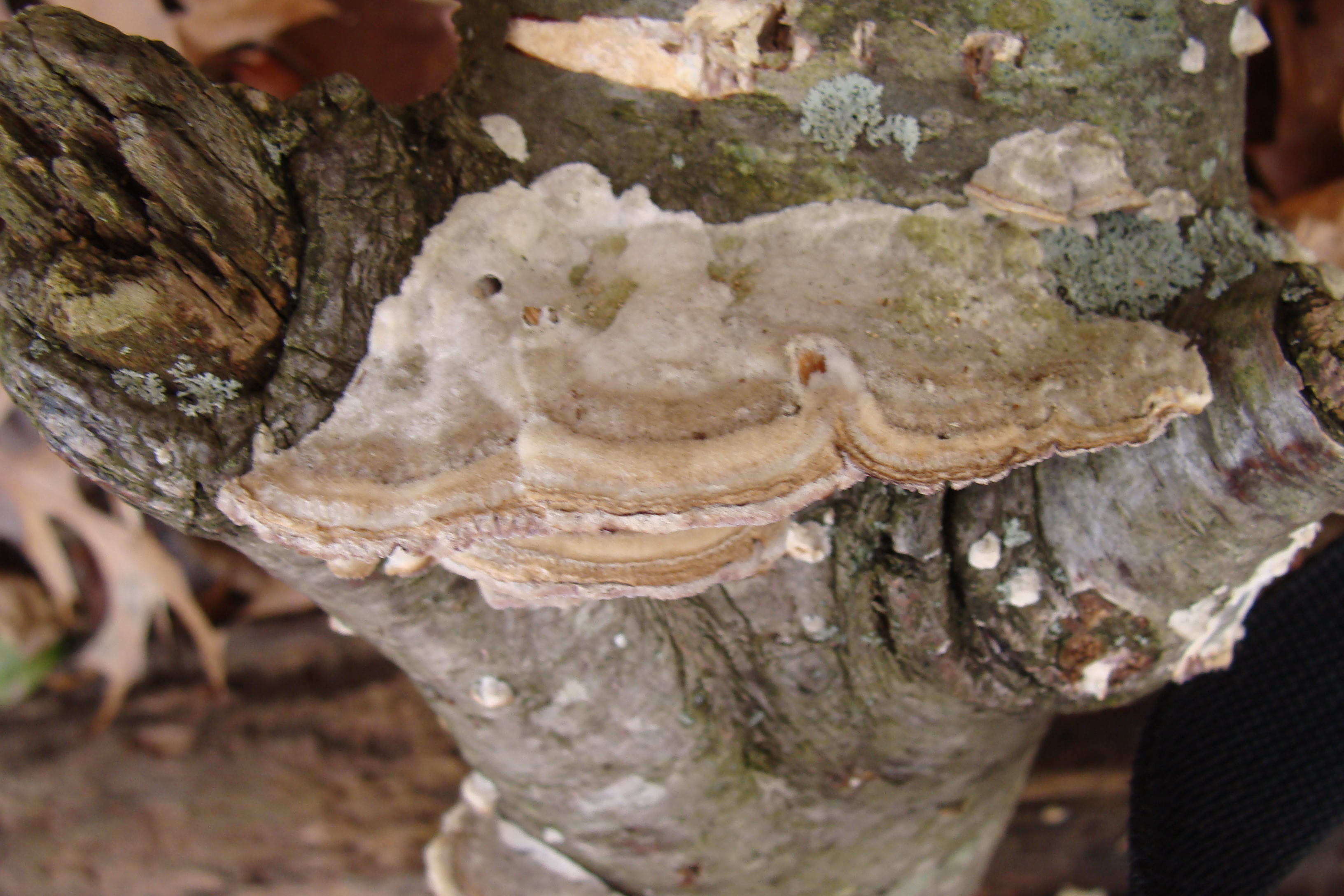